# یوهاننان گابریل
یوهاننان گابریل (یا ژان گوریل، ۱۷۵۸–۱۸۳۳) اسقف سلماس از کلیسای کاتولیک کلدانی از سال ۱۷۹۵ تا زمان مرگش بود.

## زندگی
ایشویاهب گابریل در خسروآباد سلماس در ۱۷۵۸ زاده شد و در کنگره ترویج ایمان درس خواند. او در اوایل سال ۱۷۹۵ به سمت کشیشی منصوب شد و نام یوهانان را برگزید. در همان سال به عنوان کلان‌شهری سلماس منصوب شد و به دستور واتیکان یوهان هرمیزد (آن زمان کلان‌شهر موصل) در ۸ نوامبر ۱۷۹۵ به عنوان اسقف در بغداد منصوب شد.

## یادداشت
1. ↑  Bishop Isaie Jesu-Yab-Jean Guriel at Catholic-Hierarchy. Retrieved on 23 January 2015.